# Fréquencemètre
 (août 2024).
Si vous disposez d'ouvrages ou d'articles de référence ou si vous connaissez des sites web de qualité traitant du thème abordé ici, merci de compléter l'article en donnant les références utiles à sa vérifiabilité et en les liant à la section « Notes et références ».

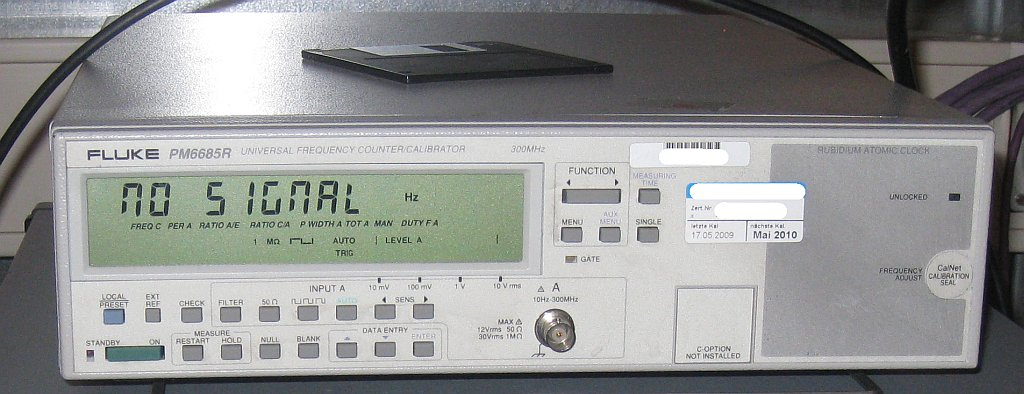
Fréquencemètre de laboratoire.

Un fréquencemètre est un instrument de mesure destiné à afficher la fréquence d'un signal périodique simple.
L'appareil est principalement un compteur d'occurrences d'une transition caractéristique du signal entrant. Pour déterminer par analyse spectrale la fréquence fondamentale et les principales composantes d'un signal complexe, on doit utiliser un analyseur de spectre. On peut ensuite éventuellement filtrer la fréquence intéressante et la mesurer plus précisément avec le fréquencemètre, pourvu qu'elle soit suffisamment stable.
1. Un étage de mise en forme transforme le signal d'entrée en impulsions de même fréquence.
2. Un oscillateur aussi stable que possible appelé base de temps fournit la référence à laquelle comparer les fréquences.
3. La mesure peut se faire
  - soit en comptant les impulsions issues de l'entrée dans une fenêtre d'une durée déterminée par un nombre b d'impulsions de la base de temps. La fréquence est le quotient du nombre n d'impulsions détectées par la durée d de la fenêtre, n/d = n × f / b = (n/b) × f  où f est la fréquence de la base de temps.
  - soit en comptant les impulsions de la base de temps dans une fenêtre déterminée par un nombre n de périodes du signal d'entrée. La durée de n périodes du signal d'entrée est la période de la base de temps, multipliée par le nombre b d'impulsions de base de temps détectées pendant la durée d de la fenêtre. La période du signal d'entrée est d/n = (b/f)/n  où f est la fréquence de la base de temps, et la fréquence, inverse de la période, est comme précédemment (n/b) × f.
  - soit, indirectement, en mélangeant un signal dérivé des transitions caractéristiques à un autre, de fréquence proche, constitué à partir de la base de temps, et en mesurant ensuite, par l'un ou l'autre des moyens précédents, la fréquence des battements qui s'ensuivent.

L'affichage, généralement numérique, donne une fréquence moyenne.

## Base de temps
La base de temps est généralement constituée par un oscillateur à quartz ; souvent, ce cristal est enfermé dans une enceinte dont la température est contrôlée (OCXO). La meilleure précision s'obtient après plusieurs heures de stabilisation des circuits. Un oscillateur à rubidium donne une base de temps remarquablement stable.

## Précision
La précision dépend de la base de temps, mais aussi de la durée de la mesure. Il est en effet nécessaire de mesurer un grand nombre de périodes du signal pour obtenir une précision suffisante.

## Gigue
Certains appareils sont capables de mesurer la fréquence moyenne, mais aussi l'écart temporel de chacune des transitions par rapport à une régularité absolue, appelée gigue.
L'origine de ces écarts peut se situer dans l'oscillateur qui produit le signal à mesurer, mais aussi dans le bruit de fond et les interférences captées, y compris dans le câble qui le relie à l'appareil de mesure.

## Appareils anciens

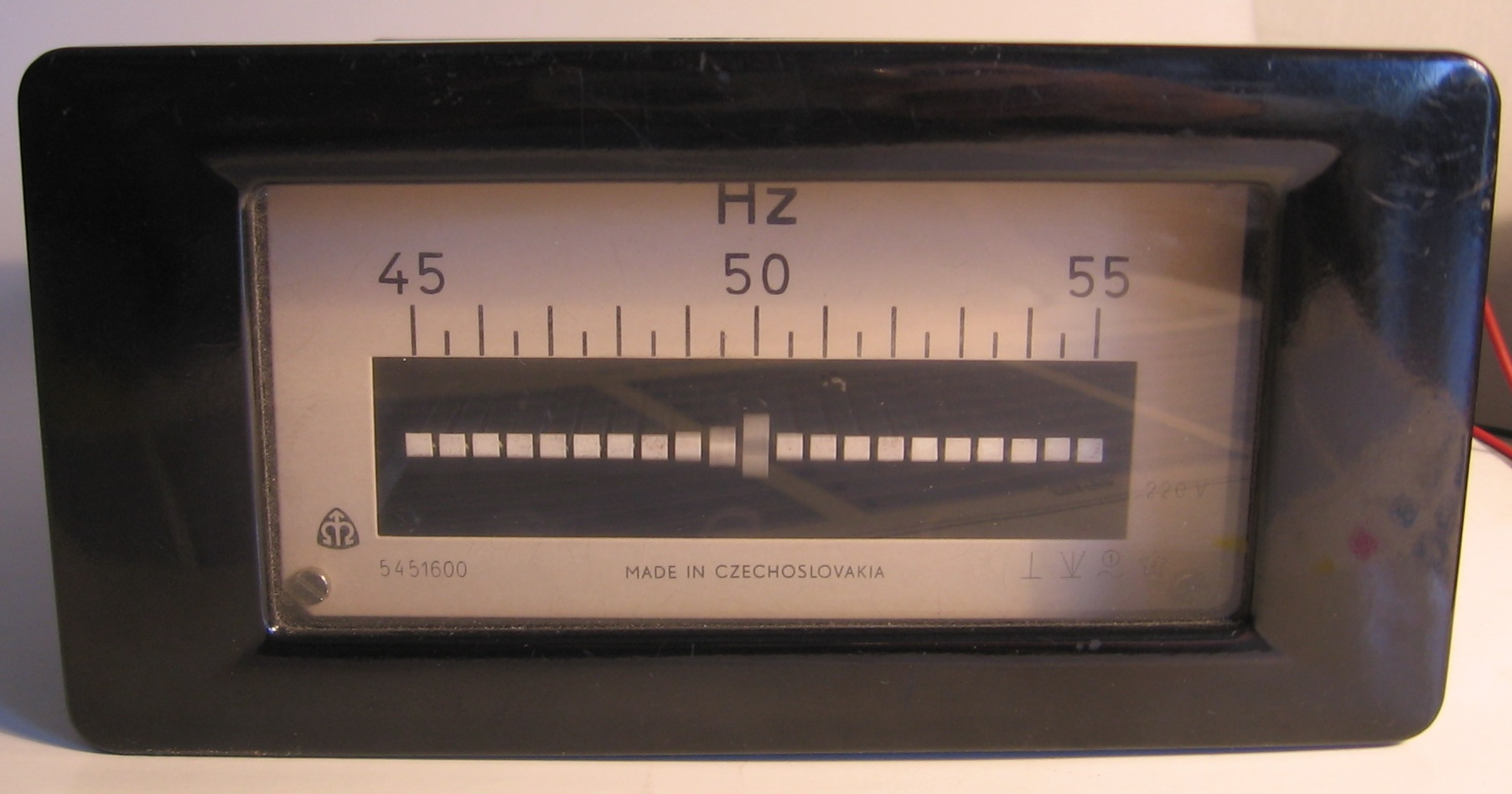
Fréquencemètre électromécanique 50 Hz.

Avant la généralisation des appareils électroniques, on mesurait la fréquence par une batterie de résonateurs électromécaniques. Seul celui dont la fréquence de résonance était proche de la fréquence mesurée entrait en vibration. Ces appareils donnaient, à environ 1 % près, la fréquence des générateurs et groupes électrogènes.
Pour les plus hautes fréquences, on utilisait un circuit accordé composé d'un bobinage et d'un condensateur variable, comme un dipmètre. En ajustant le condensateur variable, on change la fréquence de résonance ; un circuit détecteur d'enveloppe relié à un galvanomètre permet de repérer celle qui réduit le plus le signal entrant. L'axe du condensateur est relié à un cadran gradué, sur lequel on lit la fréquence.